# رالی قهرمانی جهان ۲۰۲۵
رالی قهرمانی جهان ۲۰۲۵ پنجاه و سومین فصل مسابقات رالی قهرمانی جهان است، سری مسابقات بین‌المللی رالی که توسط فدراسیون بین‌المللی اتومبیل‌رانی (FIA) و رالی قهرمانی جهان پرومتر جی‌ام‌بی‌اچ (WRC Promoter GmbH) برگزار می‌شود. تیم‌ها و رانندگان برای قهرمانی جهانی رالی با یکدیگر رقابت می‌کنند. رانندگان برای رقابت در این مسابقات با خودروهایی که مطابق با مقررات گروه رالی۱ تا رالی۵ هستند حضور دارند. با این حال، تنها سازندگانی که با خودروهای گروه رالی۱ رقابت می‌کنند، واجد شرایط کسب امتیاز در مسابقات قهرمانی سازندگان هستند. مسابقات قهرمانی قرار است در ژانویه ۲۰۲۵ با رالی مونت کارلو آغاز شود و در نوامبر ۲۰۲۵ با رویداد تازه‌وارد تقویم، رالی عربستان سعودی به پایان برسد. این مسابقات توسط کلاس رالی قهرمانی جهان ۲ و رالی قهرمانی جهان ۳ در تمامی رالی‌ها و در چند رویداد منتخب توسط رالی قهرمانی نوجوانان جهان پشتیبانی می‌شود.
تیری نوویل و مارتین ویدایگه قهرمانان رانندگان و کمک رانندگان فصل گذشته این مسابقات هستند که اولین عناوین قهرمانی خود را در رالی ژاپن ۲۰۲۴ کسب کردند. همچنین تیم و سازنده، تیم رالی جهانی تویوتا گازو ریسینگ مدافع قهرمانی در بخش سازندگان است.

## تقویم
فصل ۲۰۲۵ قرار است در چهارده رالی در اروپا، آفریقا، آمریکای جنوبی و آسیا برگزار شود.

### تغییر تقویم
تقویم مسابقات رالی قهرمانی جهان ۲۰۲۵ نسبت به دوره گذشته به چهارده رویداد افزایش پیدا کرده است که یک رویداد بیشتر از سال گذشته این مسابقات است. در ابتدا این تغییرات برای فصل ۲۰۲۴ برنامه‌ریزی شده بود، اما همآهنگ کننده مسابقات در مجموع سیزده رویداد را به امید حفظ ورودی‌های گروه رالی۱ انتخاب کرد.

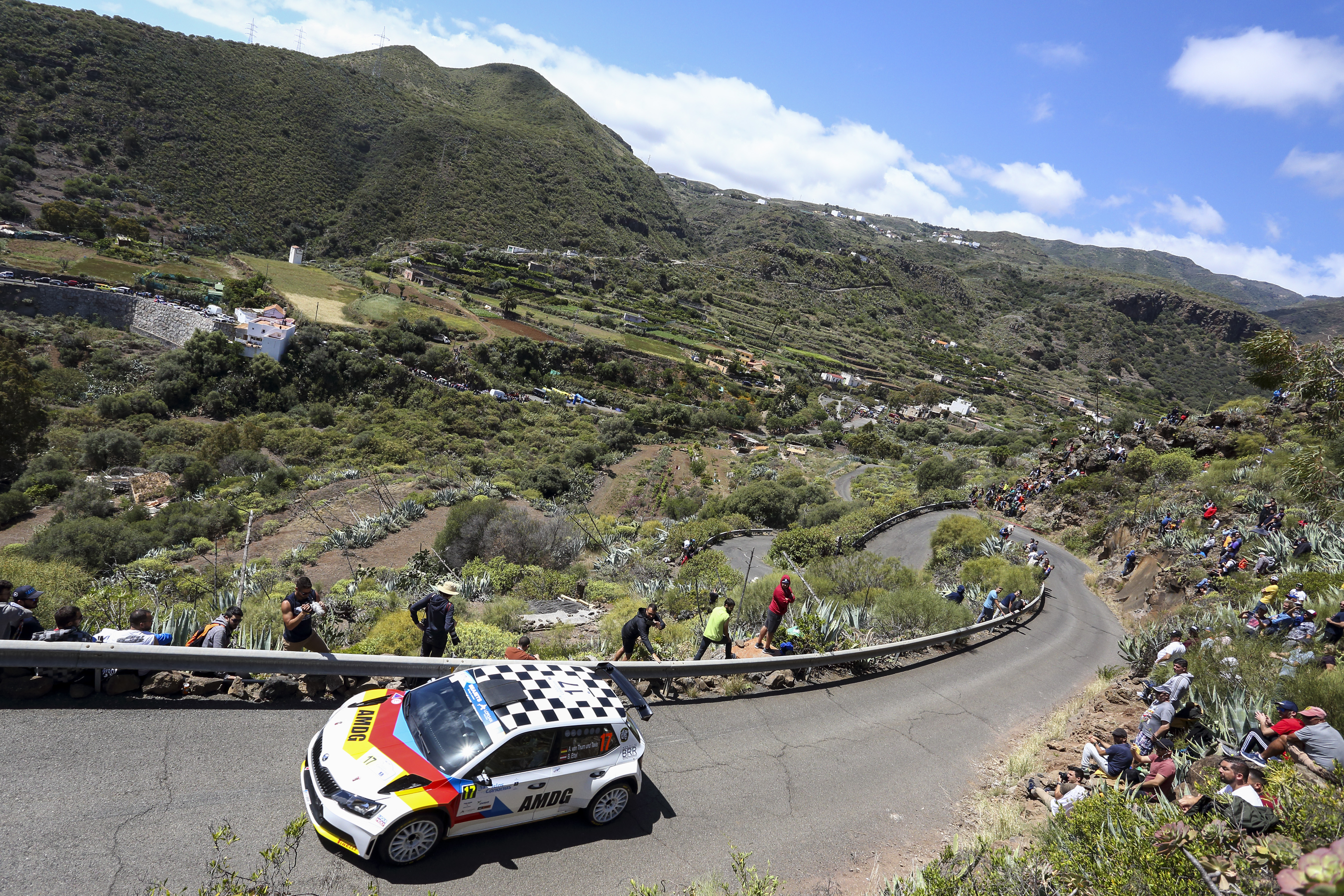
رالی جزیره کاناریاس قرار است به تقویم رالی قهرمانی جهان بپیوندد.

- رالی استونی قرار است پس از از غیبت در فصل ۲۰۲۴ به تقویم مسابقات برگردد.[۴] این رویداد قرار است جایگزین رالی لتونی در تقویم شود.[۵]
- رالی جزیره کاناریاس قرار است به تقویم مسابقات اضافه شود و طبق قراردادی دو ساله به یک رویداد قهرمانی جهان تبدیل شود.[۶] این رویداد قرار است در جاده‌های بتن آسفالتی برگزار شود.[۷]
- رالی عربستان سعودی قرار است در سال ۲۰۲۵ به مسابقات قهرمانی بپیوندد، برگزارکنندگان قراردادی ده ساله با برگزار کننده مسابقات امضا کرده‌اند.[۸] این رالی قرار است در جده برگزار شود و به عنوان آخرین رویداد فصل برگزار شود.[۹]
- رالی دل پاراگوئه قرار است پس از امضای قراردادی چند ساله، از سال ۲۰۲۵ به یک رویداد رالی قهرمانی جهان تبدیل شود که پاراگوئه را به سی و هشتمین کشور میزبان مسابقات رالی قهرمانی جهان تبدیل کند.[۱۰]
- رالی کرواسی برای اولین بار از زمان پیوستن این رویداد به مسابقات قهرمانی در فصل ۲۰۲۱ در تقویم حضور نخواهد داشت.[۱۱] با این حال، این رویداد قرار است در فصل ۲۰۲۶ بازگردد.[۱۲]
- رالی لهستان نیز پس از بازگشت یک ساله به مسابقات قهرمانی در فصل ۲۰۲۴ از تقویم حذف خواهد شد.[۱۳]

## فهرست ورودی
سازندگان زیر قرار است طبق مقررات کلاس گروه رالی۱ در مسابقات قهرمانی شرکت کنند.
| سازنده        | تیم                           | خودرو                   | شماره. | راننده           | نقشه‌خوان       | رویدادها |
| ------------- | ----------------------------- | ----------------------- | ------ | ---------------- | -------------- | -------- |
| فورد          | ام-اسپرت فورد دبلیوآرتی       | فورد پوما رالی۱         | 13     | گریگوری مونستر   | لویی لوکا      | 1–2      |
| فورد          | ام-اسپرت فورد دبلیوآرتی       | فورد پوما رالی۱         | 55     | جاش مک ارلین     | Eoin Treacy    | 1–2      |
| هیوندای موتور | هیوندای شل موبیلز دبلیوآرتی   | هیوندای آی۲۰ ان رالی۱   | 1      | تیری نوویل       | مارتین ویدایگه | 1–2      |
| هیوندای موتور | هیوندای شل موبیلز دبلیوآرتی   | هیوندای آی۲۰ ان رالی۱   | 8      | اوت تاناک        | مارتین جروئوجا | 1–2      |
| هیوندای موتور | هیوندای شل موبیلز دبلیوآرتی   | هیوندای آی۲۰ ان رالی۱   | 16     | آدرین فورمو      | الکساندر کوریا | 1–2      |
| تویوتا        | تویوتا گازو ریسینگ دبلیوآرتی  | تویوتا جی‌ار یاریس رالی۱ | 17     | سباستین اوژیه    | وینسنت لندی    | 1        |
| تویوتا        | تویوتا گازو ریسینگ دبلیوآرتی  | تویوتا جی‌ار یاریس رالی۱ | 18     | تاکاموتو کاتسوتا | آرون جانستن    | 2        |
| تویوتا        | تویوتا گازو ریسینگ دبلیوآرتی  | تویوتا جی‌ار یاریس رالی۱ | 33     | الفین ایوانز     | اسکات مارتین   | 1–2      |
| تویوتا        | تویوتا گازو ریسینگ دبلیوآرتی  | تویوتا جی‌ار یاریس رالی۱ | 69     | کاله رووانپرا    | یون هالتونن    | 1–2      |
| تویوتا        | تویوتا گازو ریسینگ دبلیوآرتی۲ | تویوتا جی‌ار یاریس رالی۱ | 5      | سامی پاجاری      | مارکو سالمینن  | 1–2      |
| منابع:        |                               |                         |        |                  |                |          |

رانندگان و کمک رانندگان فهرست زیر با خودروهای گروه رالی۱ به عنوان شخصی یا هماهنگی با یکی از سازندگان وارد مسابقات خواهند شد و حضوری تمام وقت در مسابقات فصل ۲۰۲۵ نخواهند داشت.
| سازنده | تیم                          | خودرو                   | شماره. | راننده           | نقشه‌خوان          | رویدادها |
| ------ | ---------------------------- | ----------------------- | ------ | ---------------- | ----------------- | -------- |
| فورد   | ام-اسپرت فورد دبلیوآرتی      | فورد پوما رالی۱         | 9      | جوردن سردریدیس   | Frédéric Miclotte | 2        |
| فورد   | ام-اسپرت فورد دبلیوآرتی      | فورد پوما رالی۱         | 22     | مارتین سسکس      | Renārs Francis    | 2        |
| تویوتا | تویوتا گازو ریسینگ دبلیوآرتی | تویوتا جی‌ار یاریس رالی۱ | 18     | تاکاموتو کاتسوتا | آرون جانستن       | 1        |
| تویوتا | تویوتا گازو ریسینگ دبلیوآرتی | تویوتا جی‌ار یاریس رالی۱ | 37     | لورنتسو برتلی    | سایمون اسکاتولین  | 2        |
| منابع: |                              |                         |        |                  |                   |          |

تیم ام-اسپرت فورد دبلیوآرتی رانندگان خود گریگوری مونستر و لویی لوکا را برای حضور تمام وقت این فصل حفظ کرد. همچنین قرار است جاش مک ارلین و ایون تریسی به عنوان راننده دوم تمام وقت به این تیم بپیوندند. این اتفاق با همکاری آکادمی رالی موتوراسپرت ایرلند انجام شد. همچنین مارتین سسکس و Renārs Francis قرار است به صورت پاره وقت در مسابقات فصل ۲۰۲۵ که با رالی سوئد شروع می‌شود به رقابت بپردازند.
سیریل ابیتبول، رئیس و مدیر تیم هیوندای شل موبیلز دبلیوآرتی تأیید کرد که اوت تاناک و مارتین جروئوجا به رانندگی برای تیم هیوندای در فصل ۲۰۲۵ ادامه خواهند داد. تیری نوویل و مارتین ویدایگه نیز قرارداد خود را به مدت یک سال با این تیم تمدید کردند. نوویل با کسب عنوان قهرمانی در فصل ۲۰۲۴ قرار است با شماره ۱ در مسابقات حضور پیدا کند. آدرین فورمو و الکساندر کوریا از تیم ام-اسپرت فورد به این تیم نقل مکان کردند تا سومین راننده این تیم برای فصل ۲۰۲۵ذ باشند

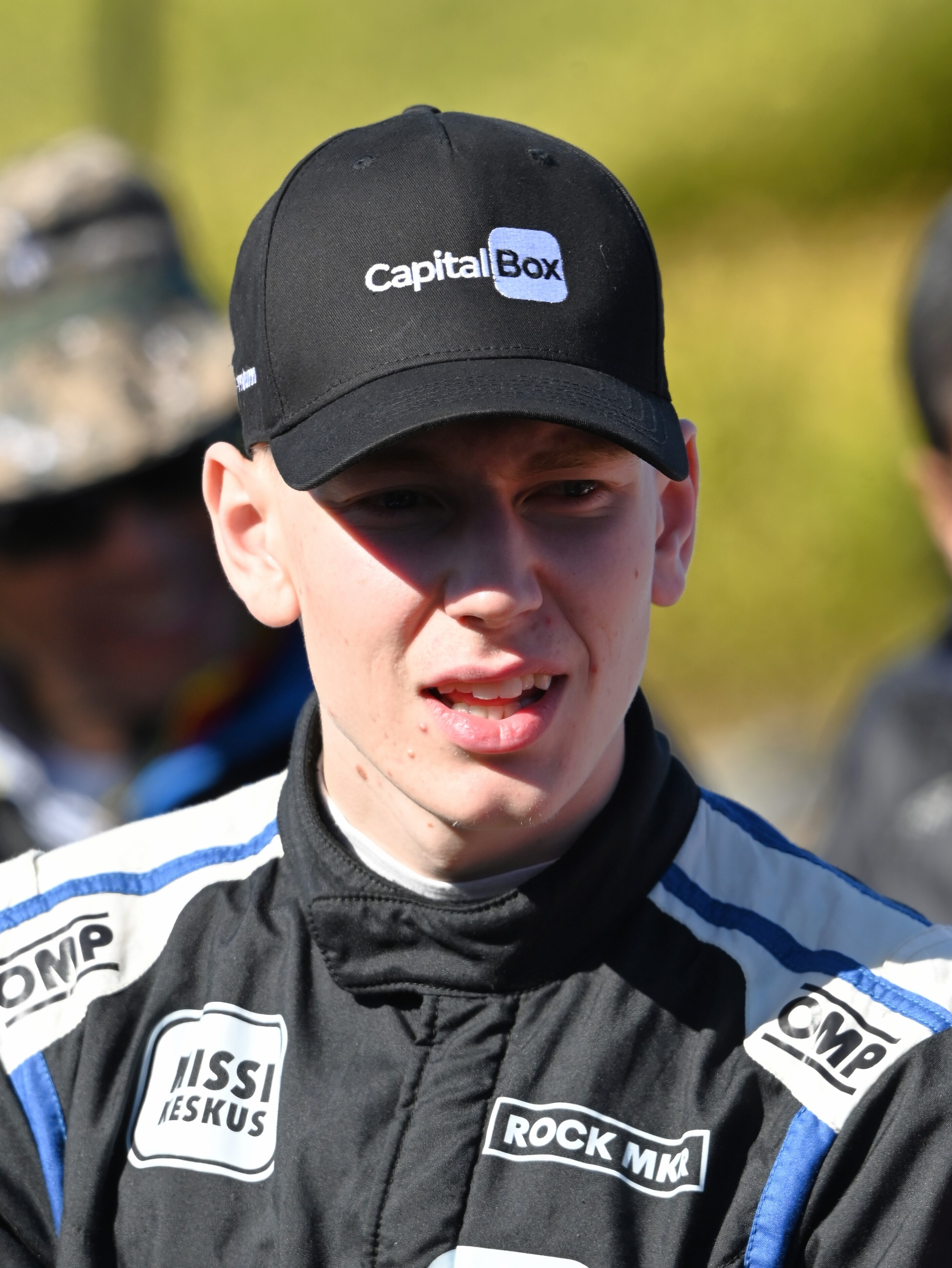
تأیید شده است که پس از عملکرد خوب سامی پاجاری توسط تویوتا گازو ریسینگ دبلیوآرتی به سطح برتر ارتقا پیدا کرده است تا یک فصل کامل را در مسابقات به رقابت بپردازد.

## تغییرات قوانین

### تغییرات کلی
هانکوک تایر سازنده کره‌ای تایر به تأمین کننده رسمی لاستیک مسابقات قهرمانی انتخاب شده است و برای تمام خودروی چهارچرخ محرک حاضر در مسابقات لاستیک ارائه می‌کند. این شرکت جایگزین پیرلی شده است که مابین فصول ۲۰۲۱ تا ۲۰۲۴ لاستیک‌های مسابقات را تأمین می‌کرد. طبق مفاد قرارداد، هانکوک تا پایان مسابقات فصل ۲۰۲۷ تأمین کننده تایر خواهد بود.

## نتایج و جدول رده‌بندی

### خلاصه فصل
| راند | رویداد                | راننده برنده  | نقشه‌خوان برنده | سازنده برنده                 | تایم برنده | گزارش  | منبع.         |
| ---- | --------------------- | ------------- | -------------- | ---------------------------- | ---------- | ------ | ------------- |
| ۱    | رالی مونت کارلو       | سباستین اوژیه | وینسنت لندی    | تویوتا گازو ریسینگ دبلیوآرتی | 3:19:06.2  | گزارش  | [ ۲۸ ] [ ۲۹ ] |
| ۲    | رالی سوئد             | الفین ایوانز  | اسکات مارتین   | تویوتا گازو ریسینگ دبلیوآرتی | 2:33:39.2  | گزارش  | [ ۳۰ ] [ ۳۱ ] |
| ۳    | رالی سافاری کنیا      |               |                |                              |            | گزارش  |               |
| ۴    | رالی جزایر قناری      |               |                |                              |            | Report |               |
| ۵    | رالی پرتغال           |               |                |                              |            | Report |               |
| ۶    | رالی ایتالیا ساردینیا |               |                |                              |            | Report |               |
| ۷    | رالی آکروپولیس یونان  |               |                |                              |            | Report |               |
| ۸    | رالی استونی           |               |                |                              |            | Report |               |
| ۹    | رالی فنلاند           |               |                |                              |            | Report |               |
| ۱۰   | رالی پرتغال           |               |                |                              |            | Report |               |
| ۱۱   | رالی شیلی             |               |                |                              |            | Report |               |
| ۱۲   | رالی اروپای مرکزی     |               |                |                              |            | Report |               |
| ۱۳   | رالی ژاپن             |               |                |                              |            | Report |               |
| ۱۴   | رالی عربستان سعودی    |               |                |                              |            | Report |               |

### سیستم امتیازدهی
به ده نفر برتر طبقه‌بندی شده در هر رویداد امتیاز تعلق می‌گیرد. در مسابقات قهرمانی سازندگان، تیم‌ها می‌توانند سه راننده را برای کسب امتیاز معرفی کنند، اما این امتیازها فقط به دو نفر برتر طبقه‌بندی شده که نماینده یک سازنده حاضر در مسابقات که با خودرو گروه رالی۱ با مشخصات فنی ۲۰۲۲ هستند، تعلق می‌گیرد. همچنین پنج امتیاز جایزه برای تمام مراحل یکشنبه به برندگان تعلق می‌گیرد، چهار امتیاز برای مقام دوم، سه امتیاز برای سوم، دو امتیاز برای چهارم و یک امتیاز برای نفر پنجم. همین مقیاس امتیاز به پنج راننده برتر مرحله قدرت نیز تعلق می‌گیرد.
| رده بندی نهایی | اول | دوم | سوم | چهارم | پنجم | ششم | هفتم | هشتم | نهم | دهم |
| رده‌بندی کلی    | ۲۵  | ۱۷  | ۱۵  | ۱۲    | ۱۰   | ۸   | ۶    | ۴    | ۲   | ۱   |
| یکشنبه         | ۵   | ۴   | ۳   | ۲     | ۱    | —   | —    | —    | —   | —   |
| مرحله قدرت     | ۵   | ۴   | ۳   | ۲     | ۱    | —   | —    | —    | —   | —   |

### رالی قهرمانی جهان برای رانندگان
| رده.  | راننده           | موناکو     | سوئد     | کنیا | اسپانیا | پرتغال | ایتالیا | یونان | استونی | فنلاند | پرتغال | شیلی | اروپا | ژاپن | عربستان | امتیازات |
| ----- | ---------------- | ---------- | -------- | ---- | ------- | ------ | ------- | ----- | ------ | ------ | ------ | ---- | ----- | ---- | ------- | -------- |
| ۱     | Elfyn Evans      | 2 17+5+4   | 1 25+5+5 |      |         |        |         |       |        |        |        |      |       |      |         | ۶۱       |
| ۲     | Sébastien Ogier  | 1 25+3+5   |          |      |         |        |         |       |        |        |        |      |       |      |         | ۳۳       |
| ۳     | Kalle Rovanperä  | 4 12+4+2   | 5 10+1+2 |      |         |        |         |       |        |        |        |      |       |      |         | ۳۱       |
| ۴     | Thierry Neuville | 6 8+1+0    | 3 15+2+3 |      |         |        |         |       |        |        |        |      |       |      |         | ۲۹       |
| ۵     | Ott Tänak        | 5 10+0+1   | 4 12+3+0 |      |         |        |         |       |        |        |        |      |       |      |         | ۲۶       |
| ۶     | Takamoto Katsuta | ب.پ. 0+0+0 | 2 17+4+4 |      |         |        |         |       |        |        |        |      |       |      |         | ۲۵       |
| ۷     | Adrien Fourmaux  | 3 15+2+3   | 40 0+0+1 |      |         |        |         |       |        |        |        |      |       |      |         | ۲۱       |
| ۸     | Mārtiņš Sesks    |            | 6 8+0+0  |      |         |        |         |       |        |        |        |      |       |      |         | ۸        |
| ۹     | Josh McErlean    | 7 6+0+0    | 46 0+0+0 |      |         |        |         |       |        |        |        |      |       |      |         | ۶        |
| ۱۰    | Sami Pajari      | Ret 0+0+0  | 7 6+0+0  |      |         |        |         |       |        |        |        |      |       |      |         | ۶        |
| ۱۱    | Grégoire Munster | Ret 0+0+0  | 8 4+0+0  |      |         |        |         |       |        |        |        |      |       |      |         | ۴        |
| ۱۲    | Yohan Rossel     | 8 4+0+0    |          |      |         |        |         |       |        |        |        |      |       |      |         | ۴        |
| ۱۳    | Oliver Solberg   | 15 0+0+0   | 9 2+0+0  |      |         |        |         |       |        |        |        |      |       |      |         | ۲        |
| ۱۴    | Nikolay Gryazin  | 9 2+0+0    |          |      |         |        |         |       |        |        |        |      |       |      |         | ۲        |
| ۱۵    | Eric Camilli     | 10 1+0+0   |          |      |         |        |         |       |        |        |        |      |       |      |         | ۱        |
| ۱۶    | Roope Korhonen   |            | 10 1+0+0 |      |         |        |         |       |        |        |        |      |       |      |         | ۱        |
| رده.  | راننده           | موناکو     | سوئد     | کنیا | اسپانیا | پرتغال | ایتالیا | یونان | استونی | فنلاند | پرتغال | شیلی | اروپا | ژاپن | عربستان | امتیازات |
| منبع: |                  |            |          |      |         |        |         |       |        |        |        |      |       |      |         |          |

| کلید | کلید                             |
| رنگ  | نتیجه                            |
| ---- | -------------------------------- |
| طلا  | برنده                            |
| نقره‌ | جایگاه دوم                       |
| برنز | جایگاه سوم                       |
| سبز  | جایگاه امتیازی                   |
| آبی  | جایگاه غیرامتیازی                |
| آبی  | پایان بدون رده بندی(ب. ر.)       |
| بنفش | بدون پایان (ب. پ.)               |
| مشکی | مستثنی (م.)                      |
| مشکی | رد صلاحیت (ر. ص.)                |
| سفید | بدون شروع (ب. ش.)                |
| سفید | کنار کشیده (ک. ک.)               |
| خالی | انصراف از قهرمانی یا رویداد (ا.) |

### رالی قهرمانی جهان سازندگان
| Pos.  | سازنده                        | موناکو    | سوئد     | کنیا | اسپانیا | پرتغال | ایتالیا | یونان | استونی | فنلاند | پرتغال | شیلی | اروپا | ژاپن | عربستان | امتیازات |
| ----- | ----------------------------- | --------- | -------- | ---- | ------- | ------ | ------- | ----- | ------ | ------ | ------ | ---- | ----- | ---- | ------- | -------- |
| ۱     | تویوتا گازو ریسینگ دبلیوآرتی  | 1 25+0+5  | 1 25+5+5 |      |         |        |         |       |        |        |        |      |       |      |         | ۱۲۰      |
| ۱     | تویوتا گازو ریسینگ دبلیوآرتی  | 2 17+5+4  | 2 17+4+4 |      |         |        |         |       |        |        |        |      |       |      |         | ۱۲۰      |
| ۱     | تویوتا گازو ریسینگ دبلیوآرتی  | NC 0+4+0  | NC 0+0+0 |      |         |        |         |       |        |        |        |      |       |      |         | ۱۲۰      |
| ۲     | هیوندای شل موبیلز دبلیوآرتی   | 3 15+3+3  | 3 15+2+3 |      |         |        |         |       |        |        |        |      |       |      |         | ۷۲       |
| ۲     | هیوندای شل موبیلز دبلیوآرتی   | 4 12+0+1  | 4 12+3+0 |      |         |        |         |       |        |        |        |      |       |      |         | ۷۲       |
| ۲     | هیوندای شل موبیلز دبلیوآرتی   | NC 0+2+0  | NC 0+0+1 |      |         |        |         |       |        |        |        |      |       |      |         | ۷۲       |
| ۳     | ام-اسپرت فورد دبلیوآرتی       | 5 10+1+0  | 6 8+0+0  |      |         |        |         |       |        |        |        |      |       |      |         | ۲۵       |
| ۳     | ام-اسپرت فورد دبلیوآرتی       | Ret 0+0+0 | 7 6+0+0  |      |         |        |         |       |        |        |        |      |       |      |         | ۲۵       |
| 4     | تویوتا گازو ریسینگ دبلیوآرتی۲ | Ret 0+0+0 | 5 10+1+0 |      |         |        |         |       |        |        |        |      |       |      |         | ۱۱       |
| رده.  | سازنده                        | موناکو    | سوئد     | کنیا | اسپانیا | پرتغال | ایتالیا | یونان | استونی | فنلاند | پرتغال | شیلی | اروپا | ژاپن | عربستان | امتیازات |
| منبع: |                               |           |          |      |         |        |         |       |        |        |        |      |       |      |         |          |

| کلید | کلید                             |
| رنگ  | نتیجه                            |
| ---- | -------------------------------- |
| طلا  | برنده                            |
| نقره‌ | جایگاه دوم                       |
| برنز | جایگاه سوم                       |
| سبز  | جایگاه امتیازی                   |
| آبی  | جایگاه غیرامتیازی                |
| آبی  | پایان بدون رده بندی(ب. ر.)       |
| بنفش | بدون پایان (ب. پ.)               |
| مشکی | مستثنی (م.)                      |
| مشکی | رد صلاحیت (ر. ص.)                |
| سفید | بدون شروع (ب. ش.)                |
| سفید | کنار کشیده (ک. ک.)               |
| خالی | انصراف از قهرمانی یا رویداد (ا.) |